# شمشون مقصودپور
شمشون مقصودپور (زادهٔ ۱۳۰۹ در ارومیه) نمایندهٔ حوزهٔ انتخابیهٔ مسیحیان آشوری و کلدانی در دورهٔ ششم مجلس شورای اسلامی بوده‌است. وی پیش‌تر در دورهٔ پنجم نیز عضو این مجلس بود.